# Volker Wertich
Volker Wertich (* 21. Juli 1969) ist ein deutscher Programmierer und Entwickler von Computerspielen und gilt als „Urgestein“ der deutschen Entwicklerszene.

## Schaffen
Wertich ist der Erfinder der Computerspielreihe Die Siedler und verantwortlich für den ersten (1993) sowie den dritten Teil (1998) der Wirtschaftssimulation. Er brachte etwa zwei Jahre mit der Programmierung des Debüttitels der Reihe zu, den er komplett in Assemblersprache für den Amiga schrieb. Ursprünglich war es nach Die Siedler II von 1996 nicht geplant, noch einen dritten Teil zu schaffen. Durch die große Resonanz der Vorgänger und die Tatsache, dass er am zweiten Teil nicht beteiligt war, reizte es ihn schließlich doch, an Die Siedler III zu arbeiten, obwohl er bereits nicht mehr bei Blue Byte angestellt war. Er verließ das Entwicklerstudio 1997 und gründete im selben Jahr die Firma Phenomic Game Development, wo er SpellForce: The Order of Dawn (2003) und die Nachfolger entwickelte, eine Reihe von Echtzeit-Strategiespielen mit Rollenspiel-Elementen. Im August 2006 wurde das Studio von Electronic Arts übernommen und firmierte unter dem Namen „EA Phenomic“. Wertich war dort weiterhin als Geschäftsführer tätig. Im Juli 2013 wurde bekannt, dass EA Phenomic vom Mutterkonzern geschlossen wurde. Zusammen mit ehemaligen Kollegen gründete Wertich darauf das unabhängige Studio Envision Entertainment, wo er selbst als Creative Director fungiert. Die Firma umfasst 25 Mitarbeiter und arbeitet an kleineren Titeln wie dem Handyspiel Path of War. 2018 wurde auf der Gamescom angekündigt, dass Wertich zusammen mit Blue Byte an einem neuen Die Siedler arbeitet. Nach kreativen Differenzen verließ Wertich das Projekt jedoch, das Spiel wurde ohne seine Beteiligung im Februar 2023 als Die Siedler: Neue Allianzen, begleitet von negativer Kritik von Spielern und Fachpresse, als der am schlechtesten bewertete Teil der Siedler-Reihe veröffentlicht. Im gleichen Monat kündigte er das Spiel Pioneers of Pagonia an, das bei seinem Studio Envision entstand und von der Bundesregierung zweimal gefördert wurde. Das Spiel erschien am 13. Dezember 2023 im Early Access, wurde von der Fachpresse gelobt und sehr positiv bewertet.
Volker Wertich wohnt und arbeitet in Ingelheim am Rhein. 2013 wurde er bei der Verleihung des Deutschen Entwicklerpreises in die Hall of Fame aufgenommen.

## Ludografie
Kingsoft:
- 1987: Emerald Mine (Programmierung, Musik) (Amiga) (Boulder-Dash-Klon)

Blue Byte:
- 1993: Die Siedler (Gamedesign, Programmierung) (Amiga, DOS)
- 1998: Die Siedler III (Gamedesign, Programmierung) (Microsoft Windows)

Phenomic Game Development:
- 2003: SpellForce: The Order of Dawn (Creative Director, Gamedesign) (Windows)
- 2004: SpellForce: The Breath of Winter (Creative Director, Gamedesign) (Windows)
- 2004: SpellForce: Shadow of the Phoenix (Creative Director, Gamedesign) (Windows)
- 2006: SpellForce 2: Shadow Wars (Creative Director, Gamedesign) (Windows)
- 2007: SpellForce 2: Dragon Storm (Creative Director, Gamedesign) (Windows)

EA Phenomic:
- 2009: BattleForge (Creative Director, Lead Card Designer) (Windows)
- 2010: Lord of Ultima (Creative Director) (Browserspiel)
- 2012: Command & Conquer: Tiberium Alliances (Creative Director) (Browserspiel)

Envision Entertainment:
- 2015: Path of War (Creative Director) (iOS, Android, Windows)
- 2023: Pioneers of Pagonia